# Piano possibile
piano possibile war ein Ensemble für Neue Musik. Es wurde 1993 gegründet und hatte seinen Sitz in München. Die künstlerische Leitung oblag Philipp Kolb und Klaus Schedl.
piano possibile hatte sich auf Musik des 21. Jahrhunderts spezialisiert. Vor allem die Benutzung eines modernen Instrumentariums (Elektronik und Live-elektronik in Kombination mit akustischem Instrumentarium) und die Schaffung durchdramaturgisierter Konzerte waren seine Markenzeichen. Auch auf szenische Projekte und das Erschaffen von neuen Konzertsituationen lag ein besonderes Augenmerk. Die Suche nach einer zeitgenössischen Musik, die nicht nur für eine Expertengruppe Geltung hat, war von besonderer Bedeutung. Das Ensemble stellte sein Arbeiten 2015 ein.
Herausragende Projekte waren:
Les Fleurs du Mal von Klaus Schedl;
Tilt (Amazonas-konferenz, Münchener Biennale und Sao Paulo);
Unter-Wasser – ein Freiheitsentzug;
Konzertreihe "Silberstreifen": Die Hoffnungsträger der aktuellen Musik;
an index of metals – eine Video Oper von Fausto Romitelli;
Pater-Noster Konzert 1 und 2;
Finale – Live-Improvisationen zu Fussballspielen.

## Preise
- Bayerischer Kunstförderpreis 2007
- Förderpreis der Ernst von Siemens Musikstiftung 2006
- Sonderpreis der Forberg-Schneider Stiftung
- Förderpreis Musik der Landeshauptstadt München 1997

## Weblink
- Website piano possibile